# Amy Farrah Fowler
Pour les articles homonymes, voir Fowler.
Amy Farrah Fowler est un personnage de fiction de la série télévisée The Big Bang Theory, interprété par Mayim Bialik.
Amy est une neuroscientifique ainsi que la petite amie de Sheldon Cooper. Elle a un doctorat en neurosciences (Mayim Bialik est elle-même docteur en neurosciences), et focalise ses recherches sur l'addiction au tabac et à la cocaïne.

## Biographie
Raj et Howard font la rencontre d'Amy sur un site de rencontres en ligne après avoir secrètement créé un compte en utilisant le nom et les informations de Sheldon.
Le site met en relation les deux profils et les deux partagent de nombreux points communs. Après qu'ils se sont rencontrés, elle devient, comme le dit Sheldon, une fille qui est son amie, mais pas sa "petite amie". Les deux communiquent d'abord par ordinateur, mais sous l'impulsion du groupe, elle commence à fréquenter les amis de Sheldon.
Au début, Amy est essentiellement l'homologue féminin de Sheldon. Elle est froidement rationnelle, ne montre que peu d'émotions et semble maladroite dans ses interactions sociales, la rendant tantôt attachante tantôt embarrassante. Dans la cinquième saison, après qu'Amy soit avec Stuart, Sheldon décide de consolider leur relation en tant que petit ami et petite amie en rédigeant un "Traité de Relation", long de 31 pages. Plus tard dans la saison, Amy entame une campagne visant à renforcer les sentiments de Sheldon à son encontre en s'impliquant davantage dans les centres d'intérêt de ce dernier et en le traitant de la même manière que sa mère le faisait. Durant la cérémonie de mariage d'Howard et Bernadette, Sheldon dit qu'il espère que ces derniers sont aussi heureux ensemble que lui lorsqu'il est seul, blessant ainsi les sentiments d'Amy, même s'il se rapproche spontanément d'elle à la fin de la saison, lors du départ d'Howard en mission spatiale.
Selon l’episode 194, Amy est née un 17 décembre.